# Cepasa
Cepasa (укр. Кепаса, справжнє ім'я Павло Володимирович Ленченко; нар. 11 травня 1986, Київ, УРСР) — український електронний музикант, композитор, продюсер та виконавець.

## Історія

### Doing Right (2012) / Початок
Перший реліз відбувся в жовтні 2012 року — альбом «Doing Right» вийшов на лейблі Moon Records. Стиль альбому — повільна хаус-музика з акцентом на басові лінії. Мастеринг інженером став Klas Lindblad (Sasse) — голова берлінського лейблу Moodmusik, на якому раніше Павло вже випускав свою музику. Після альбому вийшов дебютний кліп «Other Place», автором ідеї та режисером став Тарас Воробець. За кілька місяців відбувся перший виступ Cepasa — у ролі warm-up на концерті GusGus.
У вересні 2013 Cepasa виступає запрошеним гостем на концерті Telepopmusik у київській Малій опері.
У жовтні 2013 на показі модельєра Ірини Красильникової у рамках Mercedes-Benz Kiev Fashion Days вперше лунає нова композиція Cepasa — Delicious, яку Павло викладає у вільний доступ в інтернет.
5 листопада 2013 р. відбулась прем'єра відеоклипу Cepasa — Delicious. Автором ідеї та режисером став Євген Купоносов, оператором — Олександр Костирський.
3 вересня 2014 р. Cepasa виступає як warm-up гість на концерті Darkside в київському клубі Sentrum.
10 вересня 2014 р. — реліз синглу But You Don't Know на власному лейблі Cepasa Music з двох композицій: But You Don’ Know та його ж інструментальна версія.
3 жовтня 2014 р. — виступ Cepasa на фестивалі Waves Bratislawa.
У жовтні 2014 на показі модельєра Ірини Красильникової на London Fashoin Week вперше звучить композиція Cepasa — Get Away з нового альбому.

### Nove (2014)
7 жовтня 2014 р відбувся реліз другого студійного альбому Cepasa — Nove. Дизайн обкладинки Nove виконав польський художник Michał Madej. До альбому увійшла вже відома композиція Delicious і нові треки. Nove відрізнявся від попереднього альбому Doing Right. Звучання стало більш тяжким та глибоким — ломані ритмі і проникливі мелодії. Сам музикант пояснює це тим, що треки були написані під час революційних подій у Києві. Про альбом пишуть як локальні, так і іноземні музичні видання та блоги. Після релізу альбому Nove з Cepasa зв'язується керівник лондонської компанії Prime Loops з пропозицією співпраці і створення авторської бібліотеки звуків. «Nove» займає другу сходинку у рейтингу кращих українських альбомів року за версією Music.in.ua.
У грудні 2014 Павло запрошує гітариста та бас-гітариста і починає готувати нову концертну програму у форматі full live.

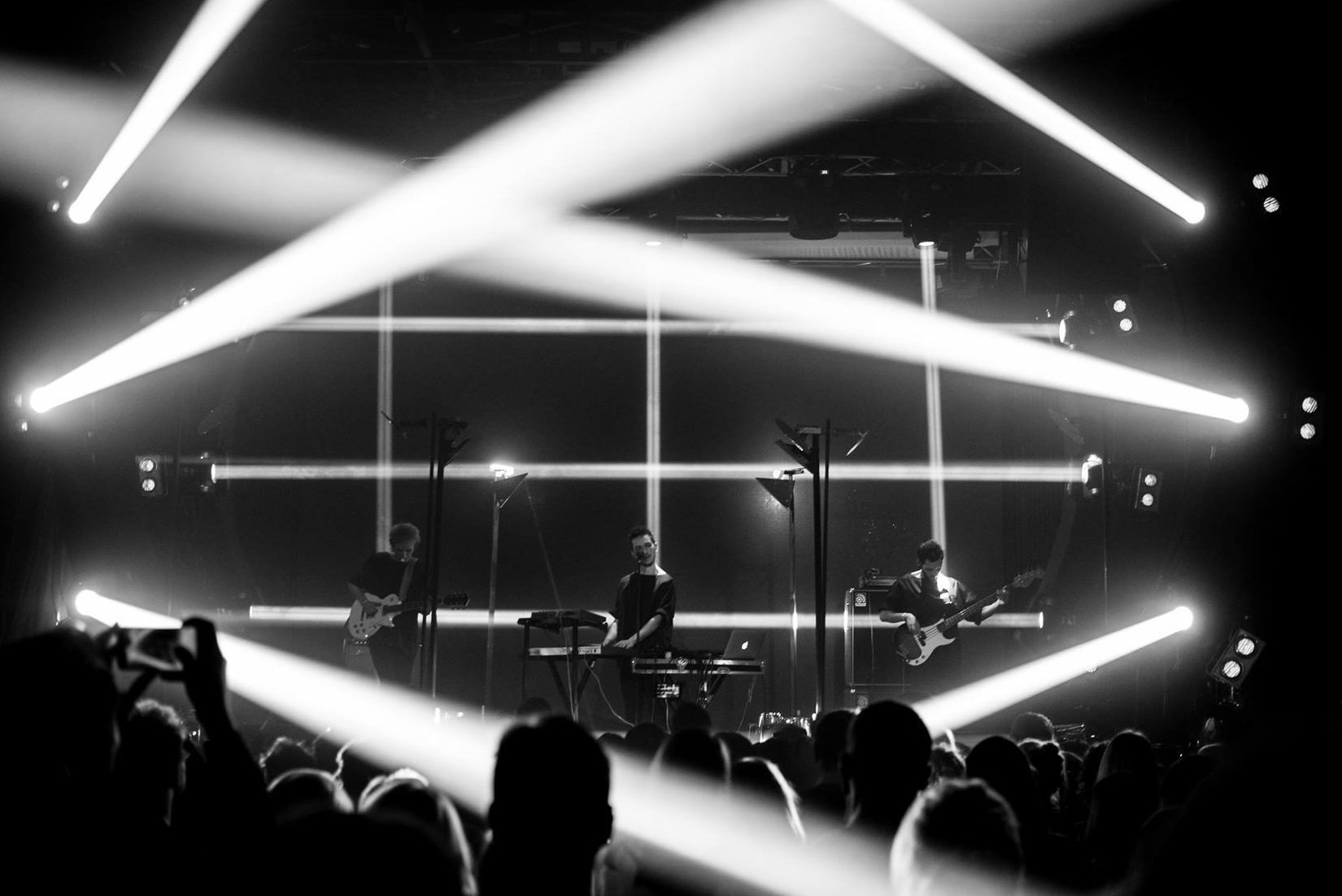
Концерт Cepasa «White Noises» у Києві, грудень 2016

16 січня 2015 р. на порталі EDM.COM відбулась прем'єра офіційного реміксу Cepasa на трек Faith для артиста з Лондона — Fredwave. Композиція Fredwave — Faith (Cepasa Remix) набрала більш ніж 300k прослуховувань на Soundcloud, а також з'явилась у багатьох публікаціях на профільних порталах та музичних блогах.
23 лютого 2015 р. відбувся реліз офіційного реміксу Cepasa на композицію «Заплуталась» співачки Jamala: Jamala — Заплуталась (Cepasa Remix).
17 березня 2015 р. компанія Prime Loops випустила реліз Cepasa. Це колекція фірмових звуків (семплів), якими зможуть користуватися клієнти компанії. Серед них Леді Гага та Кріс Браун. Cepasa став першим українським музикантом, до якого компанія Prime Loops звернулась з пропозицією співпраці. Для ознайомлення з матеріалом українця британці виклали демо-ролік релізу. Про цей семпл-пак Cepasa — Deep Electronica з'явилась стаття у відомому британському виданні Dj Magazine.

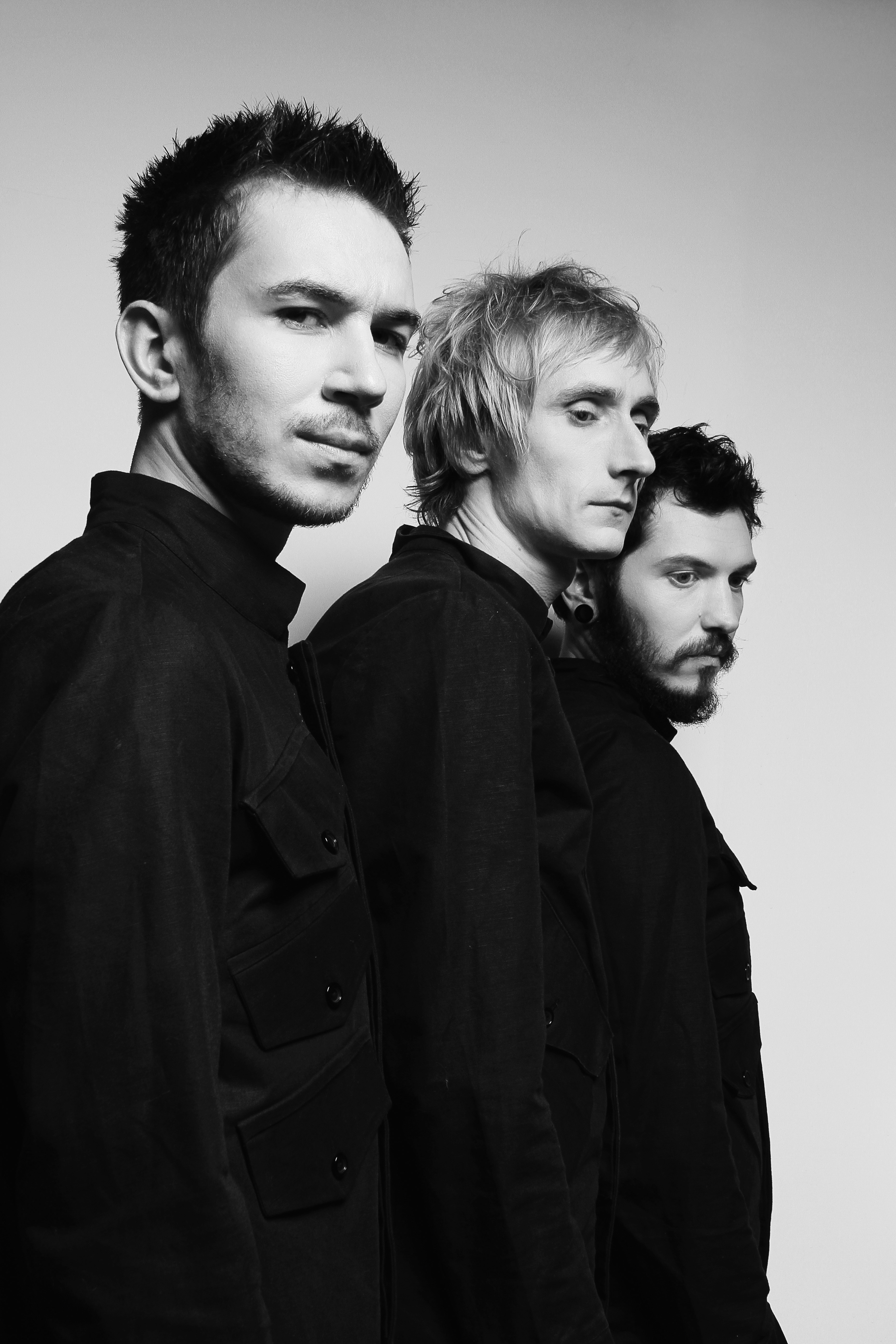
Повний склад Cepasa: Павло Ленченко, Олександр Давиденко, Антон Мігунов

13 квітня 2015 р. відбувся реліз вінілового видання міні-альбому Preludes британського діджея і музичного продюсера Keeno. Вокальні партії в композиції One More Moment виконав Cepasa.
За словами Павла Ленченка, з пропозицією заспівати для Keeno до нього звернувся голова британського лейблу Med School Music, що випустив Preludes. У результаті голос Cepasa пролунав у композиції One More Moment, яка ще до виходу міні-альбому з'явилась у декількох шоу BBC Radio1. Голова авторитетного електронного лейблу Hospital Records (підрозділом якого є Med School Music) Тоні Колман (London Electricity) у одному з підкастів компанії порекомендував слухачам останній альбом Cepasa і підкреслив унікальність голосу українського артиста. Трек з Keeno One More Moment пролунав у радіошоу Paul Van Duke «VONYC Session», а пізніше у 2016 році був ліцензований для відеогри Forza Horizon 3 — автосимулятора, створеного Microsoft Studios.
2 травня 2015 р. на британському музичному порталі Data Transmission вийшов діджейський мікс Cepasa, до якого увійшло 17 треків.
28 травня 2015 р. Cepasa випустив збірку реміксів на композиції з власного альбому Nove. У проекті взяли участь музиканти з України та Польщі. З боку України в релізі Nove Remixed були задіяні Sunchase, Animous, Morphom, THVN та iiiii eyes. Від Польщі свою роботу надав продюсер MVZR. Ремікси написані у різноманітних стилях — від даунбіта і драм-н-бейса до хіп-хопу.
5 червня 2015 р. відбувся перший концерт Cepasa у новому форматі full live за участі Олександра Давиденка (гітара) та Антона Мігунова (бас). Після презентації нової концертної програми Cepasa виступають у повному складі на фестивалях Джаз Коктебель, Ostrov Festival, Белые Ночи, Країна Мрій, Atlas Weekend, Hedonism Festival, Crazzy Days, Polyana Festival, Porto Franko Festival, MRPL City Fest та ін.
21 жовтня 2015 р. Cepasa презентує перший сингл з майбутнього альбому — трек під назвою «Comeback». «Цим треком повністю не відобразити всю ідею нового альбому, але частково по синглу можна зрозуміти, яким він буде. А буде він більш динамічним, веселим, бадьорим, ніж попередній. Мабуть, у ньому буде відображено кращі досягнення з першого та другого альбомів. Перший — це танцювальні елементи, а другий — глибина. Захотілось також додати нове звучання. Я дуже багато працював над живими звуками, насамперед гітари, і це безумовно додало звучанню нови риси», — разповів cultprostir.ua автор проекту Павло Ленченко.
11 листопада 2015 р. на Яндекс. Музиці вийшла перша компіляція кращого українського інді за 2014—2015 рр, куди увійшла композиція Cepasa — But You Don't Know.
24 березня 2016 р. Cepasa розкриває таємницю 3-го студійного альбому Noises, робота над яким тривала у Павла останній рік. У мережі з'являється сингл альбому під назвою Always Beautiful.

### Noises (2016)
28 березня 2016 р. відбувся реліз третього студійного альбому Cepasa — Noises. «Один з небагатьох українських музикантів, який створює дорослу електронну музику, поєднуючи даунтемпо і техно, яка може стати в один ряд з Caribou, Bonobo, Darkside та іншими героями сцени» — так заговорили про Cepasa після виходу альбому Noises. У альбомі Noises вперше з'явився трек російською мовою — Davai. Мастеринг альбому виконав Олександр Павленко (Sunchase).
31 березня 2016 р. у київському клубі Atlas пройшов перший великий сольний концерт Cepasa, присвячений виходу нового альбому Noises.
31 травня 2016 р. відбулась прем'єра 4-го відеокліпу Cepasa — Always Beautiful. Автором ідеї і режисером виступила Настасья Мілевська. Режисер організувала соціальне опитування, в якому взяло участь більш ніж 100 чоловік. Опитування створювалося з метою дізнатись про заповітні бажання різних людей. Так були створені образи. На знімальному майданчику було зібрано більш ніж 50-ти людей, зйомки тривали 2 доби. Always Beautiful набрав більш ніж півмільйона переглядів на Youtube.

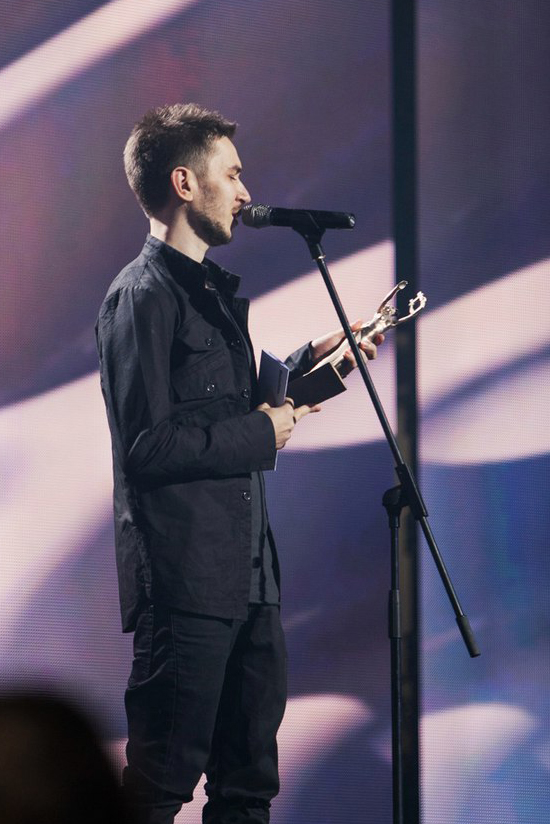
Cepasa переможець премії Yuna 2017 у номінації «Новий Подих»

У вересні 2016 Cepasa разом з художниками по світлу братами Дмитром та Євгеном Андрущенками починають підготовку до аудіо-візуального перфомансу White Noises — концерту, в рамках якого музична програма буде оснащена видовищними світловими проєкціями.
29 листопада 2016 р. Cepasa представив новий відеокліп на композицію Better With You. Автором ідеї та режисером кліпу виступила Настасья Милевська, яка раніше працювала над кліпом Cepasa — Aways Beautiful. Better With You знімали на одній з найстаріших льодових ковзанок Києва «Крижинка». Головні ролі у кліпі виконали професійні фігуристи Поліна Огарєва і Дмитро Ігнатенко.
1 грудня 2016 р. у столичному клубі Atlas відбувся концерт White Noises, який музиканти відзначили новим етапом в історії групи. Концерт поєднав у собі звук, світло та відеоряд на екрані. Концерт потрапив до рейтингу найкращих концертів року за версією Karabas.Live.
21 лютого 2017 р. у Палаці «Україна» відбулась церемонія нагородження Національної музичної премії YUNA 2017. Перемогу у номінації «Новий Подих» отримав Cepasa.
25 квітня 2017 р. відбулась прем'єра першого україномовного релізу Cepasa — 100 бажань. Трек потрапив до ротації українських радіостанций.
Наприкінці 2017 р. відеоверсія концерту White Noises з'являється на youtube-каналі Cepasa.

### Dark Beauty (2018)
Восени 2018 року Cepasa анонсував випуск нового студійного альбому «Dark Beauty». У своєму коментарі Павло зазначив, що його нова музика стала більш танцювальною, драматичною та експресивною. За його словами, нові композиції розповідають про труднощі, які переживає людина, а пісні відображають красу світу.
28 жовтня 2018 року Cepasa випустив відеокліп на перший сингл з нового альбому — «Waves». Режисером відео стала Настя Милевська, яка вже раніше співпрацювала з музикантом над кліпами до пісень «Always Beautiful» і «Better With You». Головну роль у психоделічному роад-муві виконала акторка і модель Валерія Караман. Відео «Waves» набрало понад 300 тисяч переглядів і було відзначено виданням «Mixmag». На платформі YouTube кліп увійшов до офіційного списку «Electronica», а YouTube Music включив Cepasa до добірки артистів, вартих уваги у 2019 році.
5 листопада 2018 року відбувся реліз четвертого студійного альбому Cepasa — «Dark Beauty», до якого увійшло 11 треків. Альбом був представлений як новий етап у творчості виконавця, де поєдналися нові сенси, пошук контрастів та відображення життєвого шляху в музиці. «Dark Beauty» отримав високу оцінку критиків і був включений до списків найкращих альбомів 2018 року за версіями «The Village», «Karabas Live», «СЛУХ», "Liroom, «NV» та інших провідних медіа.
20 грудня 2018 року в український прокат вийшла комедія «Секс і нічого особистого» (режисер Ольга Ряшина), де три композиції Cepasa («Always Beautiful», «Waves» і «Unreal») стали офіційними саундтреками фільму.
15 лютого 2019 року відбувся концерт-презентація альбому «Dark Beauty» у залі Малої Опери в Києві. Програма «Dark Beauty Live» була доповнена спеціальними світловими та візуальними інсталяціями, створюючи особливу містичну атмосферу.
27 березня 2019 року Cepasa випустив новий сингл «Fever», написаний під час підготовки до лайву «Dark Beauty». Оператор Ігор Присяжний зняв цей трек одним кадром під час концерту, що надихнуло команду на випуск синглу. Відео передає атмосферу альбому та концертної програми, а інтеграція тексту у відео була реалізована київським продакшном «TV lab».
12 травня 2019 року Cepasa наживо зіграв лайв нового альбому «Dark Beauty» у середньовічній фортеці Тустань, що є пам'яткою природи та археології національного значення в українських Карпатах. Перші згадки про це місто-фортецю датуються 1340 роком. Нові композиції Cepasa у live-версіях вперше прозвучали в історичному місці з неповторними краєвидами. Трансляція відео-виступу відбувалася у Facebook і пізніше стала доступною на YouTube.
16 серпня 2020 року відбувся live-виступ Cepasa у Аккерманській фортеці в межах проєкту EVE8 за підтримки Українського культурного фонду. В Аккерманській Фортеці Cepasa вперше представив ексклюзивну live-програму, під час якої в прямому эфірі наживо звучали треки з майбутнього нового альбому.

### Niby Chaiky (2022)
Альбом Niby Chaiky був записаний вже під час великої війни. 25 липня 2022 року Cepasa анонсував реліз та випустив перший сингл «Before». За словами музиканта, трек створений щоб нагадати про мирні часи в які ми зможемо повернутись.
4 серпня 2022 року Cepasa презентував другий сингл і кліп під назвою «Kyiv». В основі композиції пісня «Як тебе не любити, Києве мій», написана композитором Ігорем Шамо на слова поета Дмитра Луценка (1962). З 2014 року вона є офіційним гімном Києва. На його основі був створений похідний твір, також вийшов кліп у колаборації з каналом FlyUA. Кліп потрапив до Top-100 Music Videos Ukraine та із понад 1 млн переглядів.
16 серпня 2022 року Cepasa представив альбом Niby Chaiky, натхненням для якого стала українська музика ХХ століття. П'ятий альбому Cepasa — це танцювальна електроніка, поєднана з українським фольклором та лірикою видатних українських пісень. Назва альбому — асоціація із культовою українською піснею «Летять ніби чайки», написаною композиторкою Юдіф Рожавською на вірші Лади Реви в 1962 році.
До альбому ввійшли 9 треків: «Борщ», «Рідна мати», «Червона калина» (за участі соліста Одеської опери Андря Харламова і Володимира Чміля із гурту «Хвиля»), «Sunday», «Етнодім» (за участі Тоні й Ніни Матвієнко), «Ніби чайки», «Київ», Blossom і Before. Пісні були записані весною і літом 2022 року. Обкладинкою альбому стала картина «Мотанка Західне Поділля» української художниці Марти Пітчук.
«Для запису цієї платівки я занурився з головою в українську музику минулого. В основі — ідея єдності українців через зв'язок між різними поколіннями. Ця ідея відображена на обкладинці альбому — картині Марти Пітчук. На ній зображена народна лялька-мотанка, що в традиціях українців пов'язана з культом предків. Я хотів би висловити безмежну подяку й шану українським композиторам та поетам ХХ століття. Альбом присвячений боротьбі українського народу за свободу і поширює красу української культури», — розповів Павло Ленченко..
3 грудня 2022 року в київському клубі Bel Etage відбувся концерт-презентація альбому «Niby Chaiky», під час якого нові композиції були виконані наживо та супроводжувалися синхронізованими візуальними ефектами і відео-проекціями.
28 травня 2024 року український лейбл ТількиТак Рекордз випустив альбом Niby Chaiky на вінілі тиражем 299 примірників.
З новою концертною програмою Cepasa взяв участь у низці подій в Україні та за кордоном з благодійними концертами.

## Склад

### 2012—2016
- Павло Ленченко (музичний продакшн, клавіші, вокал, тексти)

### 2015—2020
- Павло Ленченко (музичний продакшн, клавіші, вокал, тексти)
- Олександр Давиденко (гітара, ефекти)
- Антон Мігунов (бас)

### З 2019
- Павло Ленченко (музичний продакшн, клавіші, вокал, тексти)[18]
- Антон Мігунов (віджей)

## Дискографія

### Студійні альбоми
- 2012 — Doing Right
- 2014 — Nove
- 2016 — Noises
- 2018 — Dark Beauty
- 2022 — Niby Chaiky
- 2025 — Серце

### EP
- 2015 — Nove Remixes

### Ремікси
- 2015 — Jamala — «Заплуталась (Cepasa Remix)»
- 2015 — Fredwave — «Faith (Cepasa Remix)»

### Сингли
- 2014 — «But You Don't Know»
- 2017 — «100 Бажань»
- 2019 — «Fever»
- 2025 — «Де ти тепер»
- 2025 — «Тільки в Києві»

### Бібліотеки семплів
- 2015 — Cepasa — «Deep Electronica Sample Pack»

## Фільмографія
- 2022 — «Королі Репу» (Композитор, музичний продюсер)[19]
- 2024 — «Тісто» (Композитор, музичний продюсер)[20]

## Відеографія
- 2012 — Cepasa — Other Place (реж. — Тарас Воробець)
- 2014 — Cepasa — Delicious (реж. — Євген Купоносов)
- 2015 — Cepasa — More Live (реж. — Настасья Мілевська)
- 2016 — Cepasa — Always Beautiful (реж. — Настасья Мілевська)
- 2016 — Cepasa — Better With You (реж. — Настасья Мілевська)
- 2018 — Cepasa — Waves (реж. — Настасья Мілевська)
- 2020 — Cepasa — Live at Akkerman Fortess (EVE8 series)[21]
- 2022 — Cepasa — Kyiv (колаборація з FlyUA)